# Harritslevgård
Harritslevgård eller Harridslevgård er en fredet avlsgård nær landsbyen Harritslev 2 km syd for Bogense på Fyn. Den er et gammelt krongods, som første gang nævnes i 1231 som "Haræslef" og hørte under kronen til 1327. Harritslevgårds jord har siden 1829 hørt under Gyldensteen Gods. Gården ligger i Skovby Sogn, Skovby Herred, i Nordfyns Kommune. Hovedbygningen er opført i 1606 og ombygget i 1753. Parken er på 3,3 hektar. Hovedbygningen er omdannet til hotel.
Haræslef nævnes helt tilbage i Kong Valdemar 2. Sejrs Jordebog af 1231 som hørende under kronens slotte.
I 1589 overtog rigsråd Breide Rantzau middelalderborgen, som han nedrev, og i 1606 stod den nuværende renæssancebygning færdig i tre stokværk og med et stort, ottekantet trappetårn ud til slotsgården. Hovedportalens sandstensplader mellem to sandstensskulpturer bærer Breide Rantzaus og hans tre hustruers navne samt byggeåret 1606. Hovedbygningen har svungne, sandstensafdækkede gavle og karnapper, ligesom den smykkes af liljeformede smedejernsankre.
I en senere periode fremstod slottet med hvidkalkede mure, men står nu i de oprindelige røde munkesten.
Harridslevgård er på 153 hektar.
Harridslevgård blev 31. oktober 2023 købt af Christian Stadil for kr. 15 millioner kr., efter et længere tumultarisk salgsforløb, hvor også Jim Lyngvild havde forsøgt at købe det.
Enghavegaard ApS, Smidstrup ved Bogense købte 18. juli 2024 landbrugsjorden fra Harridslevgaard samt den nærliggende skov Hestehaven - i alt 162 ha.[kilde mangler]

## Ejere af Harritslevgård
- (1231-1327) Kronen
- (1327-1330) Kong Erik af Sverige
- (1330-1560) Kronen
- (1560-1571) Jørgen Svave
- (1571-1589) Slægen Svave
- (1589-1618) Breide Rantzau
- (1618-1623) Cai Rantzau
- (1623-1631) Anne Lykke gift Rantzau
- (1631) Sophie Caisdatter Rantzau gift Ulfeldt
- (1631-1659) Laurids Ulfeldt
- (1659-1663) Christence Lykke gift von Arenstorff / Kaj Lykke
- (1663-1667) Frederik von Arenstorff
- (1667-1682) Forskellige Ejere
- (1682-1717) Jens Lassen / Augusta Elisabeth von Rumohr gift Arenstorff
- (1717-1718) Hans Jensen Lassen
- (1718-1719) Christiane Hoppe gift (1) Lassen (2) Hagedorn
- (1719-1740) Philip Johan Hagedorn
- (1740-1769) Christiane Hoppe gift (1) Lassen (2) Hagedorn
- (1769) Anna Elisabeth Hansdatter Lassen gift Bardenfleth
- (1769-1771) Johan Frederik Bardenfleth
- (1771-1810) Johan Frederik Bardenfleth
- (1810-1829) Johan Frederik Bardenfleth
- (1829-1837) Andreas Erich Heinrich Ernst lensgreve Bernstorff-Gyldensteen
- (1837-1898) Johan Hartvig Ernst lensgreve Bernstorff-Gyldensteen
- (1898-1934) Hugo Kuno Georg lensgreve Bernstorff-Gyldensteen
- (1934-1954) Erich Adolph Ernst lensgreve Bernstorff-Gyldensteen
- (1954-1963) Carl Johan Friedrich Frantz Hugo Mogens lensgreve Bernstorff-Gyldensteen
- (1963-1985) Frank Nicolajsen (hovedbygningen+parken)
- (1963-1984) Carl Johan Friedrich Frantz Hugo Mogens lensgreve Bernstorff-Gyldensteen (avlsgården+jorden)
- (1984-2023/2024)Frants Erich lensgreve Bernstorff-Gyldensteen (avlsgården+jorden)
- (1985-2023) Hermann og Ingelise Schimko (hovedbygningen+parken)
- (2023-) Ejendomsselskabet Harridslev A/S (under Christian Stadil) (hovedbygning+avlsbygning)
- (2024-) Enghavegaard ApS (jorden)